# Château du Laubeck
Le Laubeck est un château fort en ruine situé sur le territoire de la commune de Pfaffenheim, dans la Collectivité européenne d’Alsace.

## Situation
Le Laubeck est implanté sur la montagne du même nom située entre Soultzbach-les-Bains et Wasserbourg, sur la rive droite du Krebsbach, une vallée latérale de la vallée de Munster. Cette position lui permet de surveiller les châteaux du Schrankenfels et du Haneck situés juste de l’autre côté du vallon de l’Ammelthal, à un kilomètre au nord-est, d’apercevoir le château de Wassenberg, à trois kilomètres au sud-ouest et de contrôler le col de Wolfsgrube, qui donne accès à la plaine d’Alsace par Gueberschwihr et Pfaffenheim.

## Historique
Le château est fondé au cours du XIIIe siècle, peut-être vers le milieu de celui-ci, par la famille de Laubgassen. À la fin de ce siècle, il est partagé entre plusieurs membres de la famille, qui ne parviennent pas à s’entendre et entrent rapidement en conflit les uns avec les autres. La chronique des Dominicains de Colmar indique ainsi en 1294 qu’il est occupé illégalement par un dénommé Cesso, dont le lien avec les Laubgassen n’est pas connu.
Afin de mettre fin à ce conflit, l’évêque de Strasbourg impose aux différents partis de signer une paix castrale en 1302. Le traité n’a toutefois pas dû être respecté par les protagonistes, car l’évêque s’empare de force du château en 1315, le détruit et emprisonne plusieurs membres de la famille de Laubgassen au château du Girbaden. À la suite de cet événement, le château est abandonné et n’est pas reconstruit.

## Description
Il ne subsiste guère de vestiges visibles du château, qui a été consciencieusement détruit par les troupes de l’évêque de Strasbourg. Il semble avoir été constitué autrefois d’un grand donjon circulaire perché sur un rocher, auquel était adossé un corps de logis. L’ensemble est entouré de deux fossés et d’un mur d’enceinte.

## Galerie

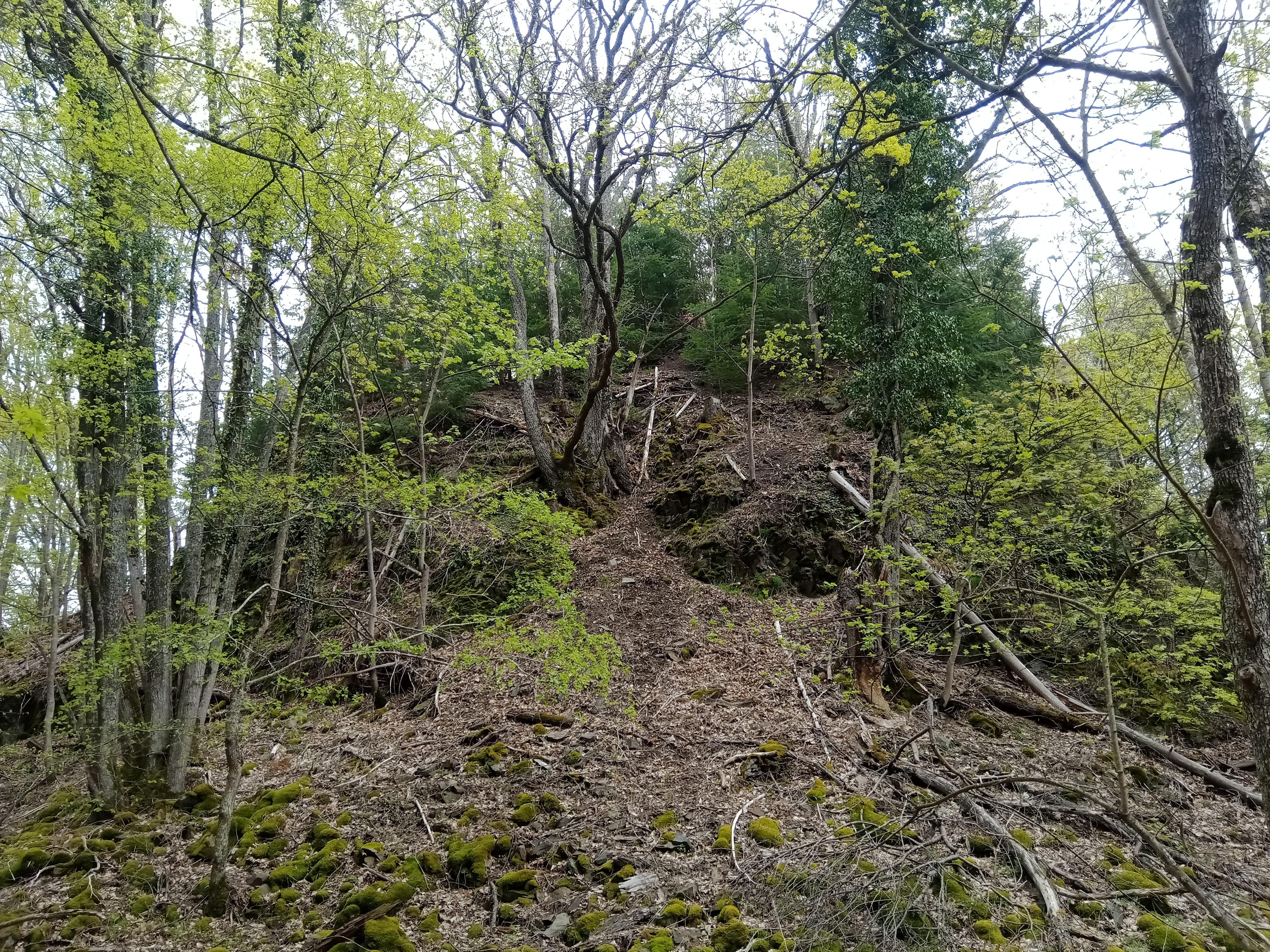
Le rocher qui aurait supporté le donjon.
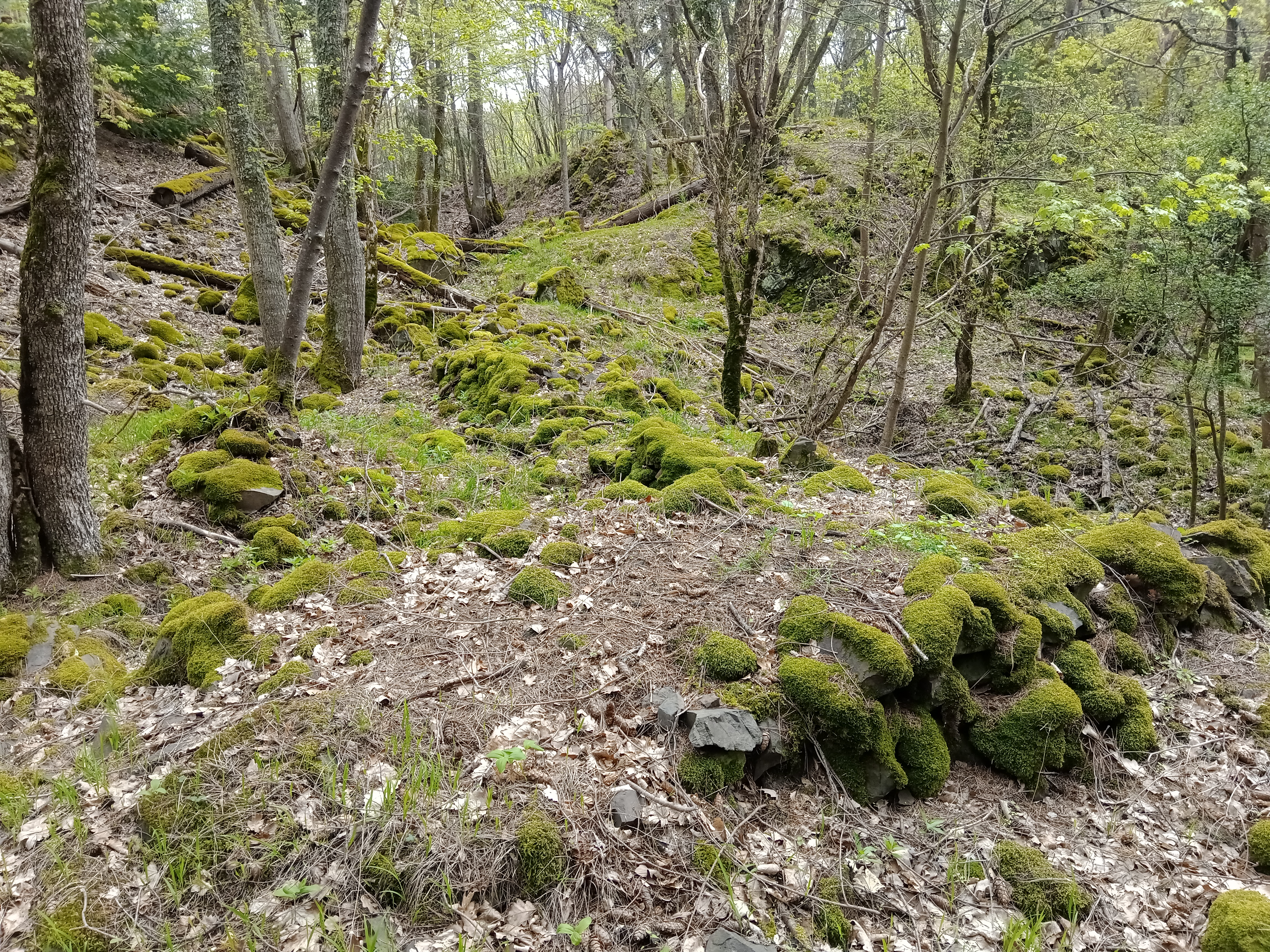
Vestige de mur.